# 中华里白
中华里白（学名：Hicriopteris chinensis）为里白科里白属下的一个种。学名已修订，接受名为Diplopterygium chinense。